# 半島鎮區 (密歇根州)
半島鎮區（英語：Peninsula Township）是位於美國密歇根州大特拉弗斯縣的一個行政鎮區。

## 地方資料
半島鎮區的面積為82.50平方千米，當中陸地面積為72.20平方千米，而水域面積為10.30平方千米。根據2020年美國人口普查的數據，當地共有人口6068人，而人口密度為每平方千米73.55人。